# غوردون إي. وليامز
غوردون إي. وليامز (بالإنجليزية: Gordon E. Williams)‏ هو عسكري أمريكي، ولد في 1935.

## وصلات خارجية
- غوردون وليامز على موقع IMDb (الإنجليزية)